# Klawer, Wes-Kaap
Klawer, Wes-Kaap este un oraș din Provincia Western Cape, Africa de Sud.